# Левик, Вильгельм Вениаминович
Вильге́льм Вениами́нович Ле́вик (31 декабря 1906  [13 января 1907], Киев — 16 сентября 1982, Москва) — русский поэт-переводчик, литературовед и художник.

## Биография
Родился 31 декабря 1906 (13 января 1907) года в Киеве, Российская империя, в семье старобелицкого мещанина Гомельского уезда Бенюмина Ицковича (Беньямина Исааковича) Левика и Иты Юдковны (тоже урождённой Левик). Отец был автором трудов по бухгалтерскому учёту, а после переезда в Москву (1922) — главным бухгалтером Главного управления сберегательных касс. Дед по материнской линии Юда Беркович (Идель Берович) Левик тоже был автором трудов по бухгалтерскому учёту на русском языке и идише в Белой Церкви, позднее в Бердичеве.
С 1921 года на протяжении двух лет посещал вольную художественную студию в Киеве. В 1924 году с семьёй переехал в Москву и поступил во ВХУТЕМАС, который окончил в 1930 году с дипломом художника; ученик А. А. Осмёркина.
Первый завершённый перевод из Генриха Гейне («Зазвучали все деревья…») выполнил ещё в шестнадцатилетнем возрасте, а в 1938 году была издана большая работа — перевод поэмы Гейне «Германия. Зимняя сказка».
К началу 1940-х годов Левик уже считался[кем?] выдающимся поэтом-переводчиком.
В 1947 году опубликовал книгу своих переводов из Пьера де Ронсара. Эта работа, выполненная в трудных фронтовых условиях, числится среди его высших литературных достижений.
Жил в Москве.
Скончался 16 сентября 1982 года в Москве, похоронен на Введенском кладбище (5 участок).

## Творчество
Левик переводил Шекспира, Байрона, Бодлера, Гёте, Шиллера, Гейне, Лафонтена, Мицкевича, Ронсара, Дю Белле, Камоэнса, Петрарку, Готье, Ленау и других европейских поэтов.
Многие именитые литераторы отмечали, что переводы Левика отличаются высокой культурой, поэтичностью и точностью в передаче подлинника. Так, Корней Чуковский называл выполненный им перевод «Леноры» блистательным и дивным. «Левик был мастером… Переводивший блистательно… Лирику прекрасно переводил тоже» (Виктор Топоров).
Левик написал ряд теоретических работ, которые посвящены как проблемам художественного перевода, так и творчеству крупных европейских поэтов.
На стихотворение Гёте в переводе Вильгельма Левика написана композиция «Сердце, моё сердце» в составе концептуального альбома Давида Тухманова «По волне моей памяти» (1976). Песня на стихи немецкого миннезингера Вальтера фон дер Фогельвейде «Желаний и томлений дни…» в переводе Левика звучит в приключенческом фильме «Черная стрела» (1985, экранизация одноимённого романа Р. Л. Стивенсона): «Хвала и мужу, и жене, Когда они живут в любви…».

## Семья
Жена — Татьяна Васильевна Брагина.
Дядя — оперный певец С. Ю. Левик, брат — музыковед Б. В. Левик.

## Членство в организациях
- 1941 — Союз писателей СССР
- Союз художников СССР.

## Библиографии
Авторские книги:
- Гейне Г. Германия: Поэма / Пер. В. Левика; Предисл. Е. Книпович; Коммент. Е. Закс. — М.: Гослитиздат, 1938. — 96 с.
  - Германия. (Зимняя сказка) Генриха Гейне / Пер. В. Левика; [Предисл. Ал. Дейча]. — Ташкент: Сов. писатель, 1942. — 112 с.
  - Германия. Зимняя сказка. 1844: [Поэма] / [Пер. с нем. и коммент. В. Левика; Ил.: Л. Бродаты]. — [М.: Худ. лит., 1971]. — 138 с.
- Стийенский Р. Петр Дабшевич: [Поэма] / [Пер. с серб. В. Левика]. — М.: Мол. гвардия, 1943. — 47 с.
- Ронсар П. Избранные стихотворения / Пер. В. Левика. — М.: Гослитиздат, 1946. — 122 с.
- Шекспир У. Два веронца: [Комедия в 5 д.] / Пер. В. Левика с уч. и под ред. М. М. Морозова. — М.: Изд. и стеклогр. Отд. распространения Всес. упр. по охране автор. прав, [1945]. — 44 с.
- Шекспир У. Конец — делу венец: [Комедия в 5 д.] / Пер. В. Левика; Под ред. и при уч. М. Морозова. — М.: Изд. и стеклогр. Отд. распространения Всес. упр. по охране автор. прав, [1946]. — 56 с.
- Из европейских поэтов XVI—XIX вв. / Пер. В. Левика. — М.: Гослитиздат, 1956. — 455 с.
- Ленау Н. Стихотворения; Ян Жижка: Поэма / Пер. с нем. В. Левика. — М.: Гослитиздат, 1956. — 207 с.
- Ронсар П. Лирика / Пер. с фр. [и предисл.] В. Левика. — М.: Худ. лит., 1963. — 159 с. — (Сокровища лирической поэзии).
- Камоэнс Л. Сонеты / Пер. с португ. [и предисл.] В. Левика. — М.: Худ. лит., 1964. — 95 с.
- Из европейских поэтов / Пер. В. Левика. — М.: Худ. лит., 1967. — 295 с.
- Дю Белле Ж., Ронсар П. Стихи / [Пер. с фр., вступ. статья и коммент. В. Левика; Ил.: Л. Зусман]. — [М.: Дет. лит., 1969]. — 175 с. — (Поэтическая б-чка школьника).
- Байрон Д. Г. Паломничество Чайльд-Гарольда / Пер. с англ. В. Левика; [Предисл. А. Елистратовой; Коммент. О. Афониной; Ил.: Б. Свешников]. — М.: Худ. лит., 1973. — 222 с.
- Волшебный лес: Стихи зарубежных поэтов в пер. В. Левика / [Предисл. Б. Слуцкого]. — М.: Прогресс, 1974. — 270 с. — (Мастера поэтического перевода. Вып. 18).
- Избранные переводы: В 2 т. / Предисл. Л. Озерова. — М.: Худ. лит., 1977.
  - Т. 1. 413 с.
  - Т. 2. 382 с.
- Гейне Г. Стихотворения. Поэмы / Пер. с нем., [предисл. и коммент.] В. Левика. — М.: Худ. лит., 1982. — 399 с.
- Гейне Г. Стихи / [Пер. с нем., вступ. ст. и коммент. В. Левика]. — М.: Дет. лит., 1984. — 222 с. — (Поэтич. б-чка школьника).
- Избранные переводы: В 2 т. — М.: Терра-Кн. клуб, 2007. — (Мастера перевода).
  - Т. 1. 463 с.
  - Т. 2. 431 с.